# Joan IX de Constantinoble
Joan IX anomenat Agapet o Hieromnemon (en grec medieval Ἰωάννης Θ΄ Ἀγαπητός or Ἱερομνήμων) va ser patriarca de Constantinoble de l'any 1111 al 1134. Va succeir a Nicolau III Gramàtic.
Tenia una formació molt completa i era un erudit. Va intentar de recuperar la gran i dispersa col·lecció de llibres propietat de l'Església, perquè no existia una biblioteca que els recollís. Va establir el costum de què el patriarca comprés les col·leccions de llibres dels personatges poderosos, que després feia copiar pel personal del patriarcat.
Va convocar un sínode l'any 1117 on es van condemnar les doctrines d'Eustraci de Nicea i se les va qualificar de nestorianes, encara que Joan IX en va fer una bona defensa. L'emperador Aleix I Comnè va fer esforços per acabar amb el cisma entre les esglésies d'orient i d'occident, però no se'n va sortir, perquè el papa Pasqual II va exigir que el patriarca de Constantinoble reconegués la supremacia de Roma «sobre totes les esglésies de Déu de tot el món» cosa que Joan IX no podia fer, per l'oposició de tot el clergat ortodox.